# Amentotaxus yunnanensis
Amentotaxus yunnanensis ist ein Nadelbaum aus der Gattung der Kätzcheneiben (Amentotaxus). Das natürliche Verbreitungsgebiet der Art liegt in Vietnam, China und Laos. Sie wird in der Roten Liste der IUCN als gefährdet geführt.

## Beschreibung

### Erscheinungsbild
Amentotaxus yunnanensis wächst als immergrüner, meist bis 25 manchmal bis 30 Meter hoher Baum, der Stammdurchmesser von bis zu 80 Zentimetern (Brusthöhendurchmesser) erreicht. Die Stammborke ist braun, glatt und blättert in dünnen Schichten ab. Die Äste stehen ausgebreitet oder aufsteigend und bilden eine breite Krone. Die benadelten Zweige wachsen gegenständig in einem Winkel von 45 bis 80 Grad an den Ästen. Sie sind aufsteigend oder ausgebreitet, stielrund und haben sich abwechselnde, gewundene Rillen, die jeweils zwei Nadelbasen verbinden. Sie sind im ersten Jahr grün und färben sich in den folgenden Jahren hellgelb bis gelblich braun.

### Knospen und Nadeln

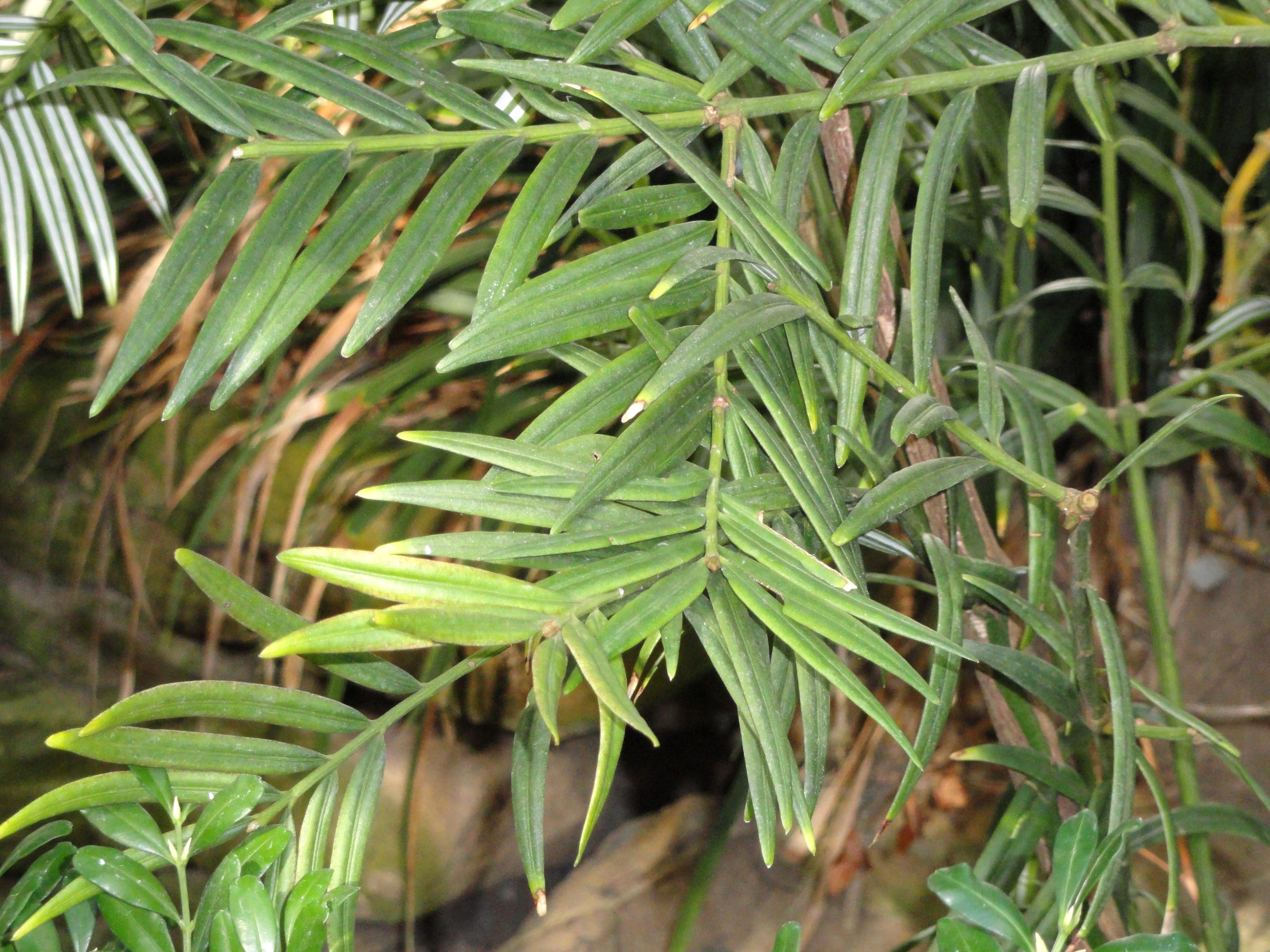
Nadeln

Die vegetativen Knospen sind konisch und haben eiförmig-dreieckige, spitze Knospenschuppen.
Die Nadeln wachsen zweizeilig und stehen in einem Winkel von 50 bis 70 Grad vom Zweig ab. Sie sind beinahe sitzend bis kurz gestielt, lanzettlich oder linealisch, meist gerade oder manchmal leicht sichelförmig gebogen, ab 3,5 jedoch meist 5 bis 10 und manchmal bis 15 Zentimeter lang und 8 bis 12, manchmal bis 15 Millimeter breit. Die Basis ist breit keilförmig bis stumpf und die Nadeln verschmälern sich zur stumpfen oder mehr oder weniger zugespitzten Spitze. Der Nadelrand ist leicht nach unten eingerollt. Die Nadeln sind hellgrün bis grün, ledrig und bilden Sklerenchymzellen, welche die Nadeloberseite gefleckt und runzelig macht. Die Nadelunterseite zeigt zwei gelblich weiße bis blass braune Spaltöffnungsstreifen aus zahlreichen verstreut verteilten Spaltöffnungen, die durch die Mittelrippe voneinander und durch zwei grüne Bänder vom Nadelrand getrennt sind. Die Spaltöffnungsstreifen sind 2 bis 3 Mal breiter als die grünen Randstreifen. Die Mittelrippe ist auf der Nadeloberseite deutlich erhöht und liegt in einer 0,8 bis 1,0 Millimeter breiten, bis zur Spitze reichenden, flachen Furche. Auf der Nadelunterseite ist die Mittelrippe zumindest nahe der Nadelbasis erhöht und 1 bis 1,5 Millimeter breit.

### Zapfen und Samen
Die Pollenzapfen sind in 10 bis 15 Zentimeter langen Trauben aus zwölf bis zwanzig Zapfenpaaren angeordnet. Meist wachsen vier bis sechs Trauben zusammen aus einer großen achselständigen oder fast endständigen Knospe. Die Zapfen sind rundlich und etwa 3,5 Millimeter lang. Die acht bis zehn Mikrosporophylle sind schildförmig und tragen jeweils vier bis sechs und manchmal bis acht Pollensäcke.
Die den Samen tragenden Strukturen (Samenzapfen) wachsen nahe den Enden benadelter Zweige einzeln in den Achseln der Nadeln auf einem dünnen, nach unten gebogenen, 1,5 bis 2 Zentimeter langen Stiel mit acht bis zehn kreuzgegenständig angeordneten, gekielten Deckschuppen, welche die einzelne, endständige Samenanlage umschließen. Der den Samen umgebende Arillus ist ellipsoid oder schmal eiförmig, 22 bis 26 manchmal bis 30 Millimeter lang und hat einen Durchmesser von 12 bis 15 Millimetern. Er ist glatt, bei Reife hell rot bis rötlich purpurfarben und hat ein stachelspitziges Ende. Der Samen selbst ist deutlich kleiner, etwa 18 Millimeter lang und 10 Millimeter dick, länglich bis ellipsoid und hat eine kleine stachelspitzige Spitze.
Die Pollen werden im April abgegeben, die Samen reifen im Oktober.

## Verbreitung und Ökologie
Das natürliche Verbreitungsgebiet von Amentotaxus yunnanensis liegt im Norden Vietnams in den Provinzen Bắc Kạn, Hà Giang, Hà  Tuyên, Lào Cai, Nghệ An und Thanh Hóa, in China in der Provinz Guizhou (in Xingyi) und in Yunnan und in Laos in der Provinz Houaphan. Amentotaxus yunnanensis wächst in Höhen von 800 bis 1600 Metern. Die jährliche Niederschlagsmenge liegt über 1500 Millimeter und Nebel sind im Verbreitungsgebiet häufig. Das Verbreitungsgebiet wird der Winterhärtezone 9 zugerechnet mit mittleren jährlichen Minimaltemperaturen von −6,6 bis −1,2 Grad Celsius (20 bis 30 Grad Fahrenheit). Die Art wächst meist als kleiner Baum im Unterholz und kommt verstreut in Laubwäldern mit immergrünen und laubabwerfenden Bäumen vor. In Vietnam erreicht er auch größere Wuchshöhen und reicht dann bis in die Kronenregion von immergrünen Laubwäldern. Die Art ist vergleichsweise schattentolerant und die Sämlinge wachsen erfolgreich auch unter einem geschlossenen Kronendach. Meist ist der Untergrund karstig und man findet Amentotaxus yunnanensis zusammen mit anderen Nadelbäumen wie Fokiena hodginsii, Xanthocyparis vietnamensis, der Chinesische Douglasie (Pseudotsuga sinensis), Podocarpus neriifolius, Dacrydium elatum, der Chinesischen Eibe (Taxus chinensis) und mit Laubbäumen. Auf Silikatgestein wie Granit und Gneis wächst die Art häufig als großer Baum unter Laubbäumen mit nur wenigen vergesellschafteten Nadelbäumen wie Cephalotaxus mannii, Dacrycarpus imbricatus und Nageia wallichiana.

## Gefährdung und Schutz
In der Roten Liste der IUCN wird Amentotaxus yunnanensis als gefährdet („Vulnerable“) geführt. Die Bestände sind in den letzten 75 Jahren durch die Umwandlung der Wälder in landwirtschaftliche Flächen und durch die Holzgewinnung wahrscheinlich um 30 bis 50 Prozent zurückgegangen. Zuvor ging man von einer starken Gefährdung („Endangered“) aus, da die Bestände in China sich im gleichen Zeitraum um mehr als 50 Prozent verkleinert haben, und das Verbreitungsgebiet in Vietnam nicht bekannt war, das jetzt als Verbreitungsschwerpunkt angesehen wird. Nur ein kleiner Teil der Bestände wächst in geschützten Gebieten.

## Systematik und Etymologie
Amentotaxus yunnanensis ist eine Art aus der Gattung der Kätzcheneiben (Amentotaxus). Sie wurde 1952 von Li Huilin im Journal of the Arnold Arboretum erstbeschrieben. Aljos Farjon unterscheidet keine Varietäten. James E. Eckenwalder ordnet die Vertreter der Arten Amentotaxus formosana und Amentotaxus poilanei als Varietät Amentotaxus yunnanensis var. formosana der Art Amentotaxus yunnanensis zu, Amentotaxus hatuyenensis sieht er nicht als eigenes Taxon und rechnet die Vertreter zur Varietät Amentotaxus yunnanensis var. yunnanensis. Ein Synonym der Art ist Amentotaxus argotaenia var. yunnanensis (H.L.Li) Keng f. womit die Vertreter von Amentotaxus yunnanensis als Varietät der Art Amentotaxus argotaenia zugerechnet werden.
Der Gattungsname Amentotaxus leitet sich vom Lateinischen amentum für „Wurfriemen“ aber auch botanisch „Kätzchen“ ab und von taxus, dem lateinischen Namen der „Eibe“. Er verweist damit auf die traubenförmige Anordnung der Pollenzapfen und entspricht dem deutschen Namen „Kätzcheneibe“. Das Artepitheton yunnanensis verweist auf die chinesische Provinz Yunnan. Bäume aus diesem Gebiet waren die Basis für die erste Beschreibung der Art.

## Verwendung
Das Holz größerer Bäume wird in China zur Herstellung von Möbeln verwendet, das Holz kleinerer Bäume werden zu Werkzeugen weiterverarbeitet. Wahrscheinlich wird das Holz von Bäumen aus Vietnam auf ähnliche Weise verwendet. Die Samen sind reich an Ölen, die für eine medizinische Verwendung gewonnen werden. Amentotaxus yunnanensis wird manchmal als Bonsai verwendet.